# Jerzy Rzeszuto
Jerzy Rzeszuto (ur. 1953 w Dąbrowie Tarnowskiej, zm. 10 lipca 2004) – polski dziennikarz.

## Życiorys
Był redaktorem naczelnym Kuriera Dąbrowskiego, periodyku historycznego Nowe Powiśle Dąbrowskie oraz redaktorem naczelnym kwartalnika Czas Polonii. Był również autorem książki "Żydzi dąbrowscy" (1993).
W 1993 roku startował w wyborach parlamentarnych jako kandydat na senatora, jednak mandatu nie otrzymał. Należał również do wielu stowarzyszeń i organizacji, m.in. Stowarzyszenia Dziennikarzy RP.

## Odznaczenia i nagrody
Za swoją pracę społeczną otrzymał wiele nagród i wyróżnień, m.in. statuetkę "Uskrzydlony" przyznawaną przez Tarnowską Fundację Kultury oraz dwa odznaczenia państwowe:
- w 2002 prezydent RP Aleksander Kwaśniewski odznaczył go Złotym Krzyżem Zasługi[4],
- w 2004 prezydent RP Aleksander Kwaśniewski odznaczył go pośmiertnie Krzyżem Kawalerskim Orderu Odrodzenia Polski[5].